# Hochkar
Hochkar est une montagne de 1 808 mètres d'altitude située près de Göstling an der Ybbs dans le sud-ouest du Land de Basse-Autriche en Autriche.
Le mont Hochkar accueille sur ses pentes une station de ski de taille moyenne - la plus grande station de ski de Basse-Autriche ainsi que des Préalpes de l'est, avec près de 20 km de pistes et 9 remontées mécaniques. La première remontée y fut construite en 1965.
Le domaine skiable, situé en majeure partie au-delà de la limite de la forêt, est ouvert traditionnellement de décembre à fin avril. Il est réparti sur trois versants, le Hochkar, le Häsing (1 728 mètres) et le Leckerplan (1 782 mètres). Relativement élevé pour la région, il est également l'un des rares domaines de Basse-Autriche à offrir quelques possibilités de ski hors piste, principalement sous le vieux télésiège 2 places Grosses Kar. Les pistes, nombreuses mais offrant un dénivelé relativement limité, sont d'un niveau technique moyen à élevé.
Hochkar est membre du regroupement de stations de ski Skiregion Ostalpen.
La Hochkaralpenstraße, longue de 9 km, est une route à péage construite en 1963 qui mène de Göstling an der Ybbs (village situé dans la vallée) jusqu'au sommet. Un système de skibus existe depuis Göstling et la station.